# Javier Zentner
Javier Zentner (n. 1951) es un músico, compositor, director y cantante argentino, con registro de bajo. 
Se ha orientado principalmente a la música vocal y coral, interpretando música popular argentina y latinoamericana y música clásica antigua. Integró el Cuarteto Zupay entre 1971 y 1974, donde también fue arreglador, y el Coro Estable del Teatro Colón entre 1979 y 1996. Entre otros grupos ha integrado también el Conjunto 9 de Cámara y el conjunto madrigalista Cantica Nova. Entre 1971 y 1980 dirigió al Quinteto Clave. Ha compuesto obras de música clásica, como Suite de Sefarad, canciones y bandas musicales para obras teatrales, televisivas y espectáculos públicos, entre las que se destacan las composiciones infantiles de Los Muvis y de los espectáculos del oceanario Mundo Marino.
Junto con Alejandro Dolina, compuso las partes corales de la opereta criolla Lo que me costó el amor de Laura (1998).
Ha ganado una vez el Premio Martín Fierro (1990) y dos veces el Premio Estrella de Mar (1990 y 1996). El álbum Música en la Misión jesuítica de Chiquitos (1994) que grabara con el Grupo de Canto Coral, fue premiado por la Cámara de Espacios de Música en Vivo.

## Trayectoria
Javier Zentner nació en Buenos Aires en 1951. A mediados de la década de los sesenta comenzó a estudiar arquitectura en la Universidad de Buenos Aires, integrando el Coro Universitario de Arquitectura dirigido por Antonio Russo. 
En 1971 fue convocado para integrar el Cuarteto Zupay como bajo, a raíz del retiro de Eduardo Vittar Smith. Integró el grupo junto a Pedro Pablo García Caffi (barítono), Aníbal López Monteiro -luego reemplazado por Rubén Verna- (tenor) y Gabriel Bobrow (tenor). 
Participó en dos álbumes del Cuarteto Zupay, Si todos los hombres... (1972) y Cuarteto Zupay (1973), en los que también realizó los arreglos musicales. En 1973 se retiró del grupo, siendo reemplazado por Eduardo Vittar Smith, quien volvió así al conjunto.
Simultáneamente, en 1971 Zentner comenzó a desempeñarse como arreglador y director musical del Quinteto Clave, donde permaneció hasta 1980. En ese período también, integró el Conjunto 9 de Cámara dirigido por Carlos López Puccio y luego el conjuntos madrigalista Carlo Gesualdo (1980 - 1982). 
Entre 1982 y 1988 integró y dirigió el quinteto vocal De Los Pueblos, junto al también ex Zupay Horacio Aragona (tenor), Irene Burt (soprano), Adrián Fernández (barítono) y Pehuén Naranjo (tenor). Con De los Pueblos grabó dos álbumes.
En 1990 compuso la banda de sonido de la obra teatral-musical infantil Llegaron Los Muvis, creado escrito y dirigido por Héctor Berra que revolucionó los espectáculos para niños en el teatro y el programa de televisión dek mismo nombre que recibiera el Premio Martín Fierro al mejor programa infantil de ese año. Zentner también musicalizó los espectáculos Los Muvis: una nueva fantasía y Los Muvis: a las mil maravillas , ambos creados y dirigidos por Héctor Berra. También compuso la música del espectáculo del mismo Berra Romeo y Julieta: romance del amor y la muerte (1995) -que mereció 6 premios  Estrella de Mar- y del programa de TV, Los monstruos y su máquina voladora y de la música de las canciones de los shows del oceanario Mundo Marino, en San Clemente del Tuyú.
En la década de los noventa integró el Estudio Coral de Buenos Aires, el grupo Croma y el conjunto madrigalista Cántica Nova. En la década de 2000 ha compuesto obras para diversos espectáculos.

## Discografía
1. Si todos los hombres..., con el Cuarteto Zupay, 1972.
2. Cuarteto Zupay, con el Cuarteto Zupay, 1973.
3. Nacimiento, con De los Pueblos, 1984.
4. De funerales y fiestas, con De los Pueblos, 1986.
5. Llegaron Los Muvis, 1990
6. Música en la Misión jesuítica de Chiquitos, con el Grupo de Canto Coral, 1994.

## Composiciones
- Llegaron los Muvis, comedia musical infantil, de Héctor Berra 1989/1990.
- Haikus, obra coral sobre haikus de Jorge Luis Borges, 1991.
- Los Muvis, una nueva fantasía, comedia musical infantil, de Héctor Berra 1991.
- Los Muvis, a las mil maravillas, comedia musical infantil, de Héctor Berra 1993.
- Cantar de las ranas, obra coral sobre el poema Espantapájaros de Oliverio Girondo, 1995.
- Romeo y Julieta, romance del amor y la muerte, banda de sonido para la obra, escrita y dirigida por de Héctor Berra 1995.
- 25 años del Sheraton de Buenos Aires, gran obertura y tango sinfónico, obra musical-coreográfica, Escrita y dirigida por Héctor Berra 1997.
- ''Mi lumía, obra coral sobre poema de Oliverio Girond, 1997.
- Lo que me costó el amor de Laura, opereta en coautoría con Alejandro Dolina, 1998.
- ''Has vuelto, obra coral sobre poema de Evaristo Carriego, 2000.
- ''La creación, obra coral sobre texto de Eduardo Galeano, 2000.
- Legado, banda de sonido de la película homónima, en coautoría con Vivian Tabbush, 2001.
- ''Eu sou Pelé, canción leit motiv del video Meu Legado, sobre la vida de Pelé, 2002.
- Toco tu boca, obra coral sobre texto de Julio Cortázar, 2004.
- El diez, entre el cielo y el infierno, tragicomedia musical, de Daniel Datola y Héctor Berra 2004.
- No te salves, obra coral sobre poema de Mario Benedetti, 2005.
- Triste astral, obra coral de Homenaje a Astor Piazzolla, 2005.
- Capitán Nemo, música del show homónimo de Mundo Marino, dirigida por Héctor Berra 2005.

### Para oír
- "Milonga del ángel" de Astor Piazzolla, publicada en el sitio oficial de Javier Zentner.

- Datos: Q5928338